# Johan Olofsson (ishockeyspelare)
Johan Olofsson, född 9 maj 1994 i Arvika, är en svensk ishockeyspelare som spelar för Malmö Redhawks i SHL.
Hans moderklubb är Arvika HC. Han blev som junior värvad till Färjestad BK där han skulle spela för dess J18 Och J20 lag. Säsongen 2012/2013 spelade han nio matcher för klubbens A-lag i SHL. 21 februari 2015 förlängde han sitt kontrakt med 1+1 år. Under säsongen i SHL 2015/2016 blev Olofsson utlånad under 16 matcher till Leksands IF i Hockeyallsvenskan där han gjorde 17 (7+10) poäng. Efter säsongen valde Färjestad att inte utnyttja optionsåret med Olofsson varpå han skrev ett tvåårskontrakt med Leksands IF som då tagit steget upp i SHL.